# Назову себя Гантенбайн
«Назову себя Гантенбайн» (нем. Mein Name sei Gantenbein) — роман швейцарского писателя Макса Фриша 1964 года. Относится к ключевым произведениям автора наряду с «Homo Фабер» и «Штиллером». Русский перевод романа, выполненный С. Аптом и Л. Лунгиной, был впервые опубликован в 1975 году в журнале «Иностранная литература».

## Содержание
Повествователь примеряет герою истории, как платья. Эти истории рассказываются не одна за другой, а постоянно прерываясь и пересекаясь. Одним из выдуманных повествователем персонажей является Тео Гантенбайн.
Однажды Гантенбайн попадает в автомобильную аварию; перед ним возникает угроза потерять зрение. Со временем угроза исчезает, однако он всё равно покупает тёмные очки и белую трость, решая играть роль слепого. Благодаря выбранному образу перед Гантенбайном открывается истинная суть его знакомых, а его положение в обществе улучшается, поскольку людям удобно общаться с тем, кто не видит лишнего.
Вопрос соотношения между подлинным и вымышленным, реальным и ирреальным является одним из центральных в романе. «Каждый человек рано или поздно выдумывает для себя историю, которую считает своей жизнью», — полагает автор.

## Адаптации

### Кинематограф
Экранизацию эпизода романа — истории человека, пришедшего на собственные похороны, — планировала в 1965 году кинокомпания Atlas Film. Но проект сначала потерпел неудачу из-за разногласий между Фришем и режиссёром Эрвином Лейзером, а затем его воплощению помешала серьёзная болезнь Бернхарда Вики, который должен был заменить Лейзера, после чего проект был закрыт. В киноархиве Дюссельдорфа хранится около 72 минут съёмок разрозненных сцен. Киносценарий под рабочим названием «Цюрих – Транзит. Эскиз фильма» по мотивам романа был выпущен весной 1966 года издательством Suhrkamp. Но только через год после смерти Макса Фриша в 1992 году проект экранизации был возобновлён, и картина, снятая режиссёром Хильдой Бехерт «Цюрих – Транзит»наконец вышла на экраны.

### Радиопостановки
В 1966 году Bayerischer Rundfunk и Südwestfunk выпустили радиоспектакль по роману. Под руководством Рудольфа Ноэльте выступили Роберт Фрайтаг, Дагмар Альтрихтер и Мириам Сперри. В 2006 году произведение было выпущено на компакт-диске. По словам Эдельгарда Абенштейна, радиоспектакль «не имел патины» и характеризовался «игривостью» и «изысканностью». Семинар по общей риторике в Тюбингенском университете выбрал радиоспектакль аудиокнигой месяца и оценил: «Это отличный театр на аудиосцене», который «кажется, погружается в сферу Беккета.
В 1967 году радиостанциями «Bayerischer Rundfunk» и «Südwestfunk» была создана радиопьеса на основе романа (режиссёром выступил Рудольф Нёльте), в 2006 году выпущенная также на CD в формате аудиокниги.

### Театральные постановки
Сценическую адаптацию «Гантенбайна» 17 декабря 2016 года представил Московский Театр на Таганке.